# Lista posiadaczek WWE Women’s Tag Team Championship

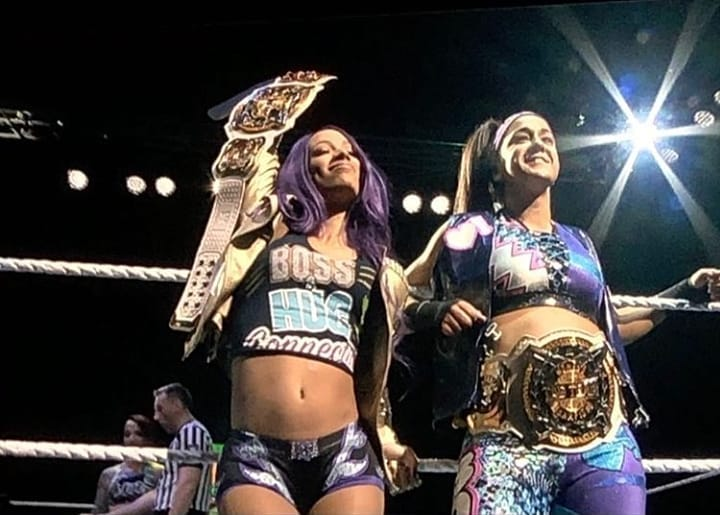
Inauguracyjne i rekordowo dwukrotne mistrzynie Sasha Banks (po lewej) i Bayley (po prawej), pokazane z pasami mistrzowskimi.

WWE Women’s Tag Team Championship to mistrzostwo przeznaczone dla żeńskich tag teamów promowane przez amerykańską federację profesjonalnego wrestlingu WWE. Ogłoszone 24 grudnia 2018 roku, jest to jedyne mistrzostwo kobiet tag team w WWE, dlatego jest dostępne dla brandów Raw, SmackDown i NXT. Podobnie jak w przypadku większości tytułów mistrzowskich w wrestlingu, zdobywcy tytułu mistrzowskiego są wyłaniani na podstawie ustalonego wcześniej scenariusza.
Pierwsze mistrzynie zostały wyłonione na Elimination Chamber, w 2019 roku, w sześciodrużynowym meczu pod stypulacją Elimination Chamber. Mecz ten wygrała drużyna Sashy Banks i Bayley.
Na stan 5 sierpnia 2025, wyróżnienie posiadało 22 drużyn, w tym 36 zawodniczki. Drużyna Liv Morgan i Raquel Rodriguez dzierżawiły tytuł rekordowo cztery razy. Rodriguez indywidualnie jest rekordowo sześciokrotnymi posiadaczkami mistrzostwa. Bianca Belair i Jade Cargill/Naomi panowały jako mistrzynie 177 dni, będąc najdłużej panującymi mistrzyniami, zaś najkrócej panującymi jest zespół Becky Lynch i Lyry Valkyrii, których panowanie trwało zaledwie 1 dzień. Lita wygrała mistrzostwo w wieku 47 lat, będąc najstarszą mistrzynią, a Roxanne Perez zdobyła tytuł będąc w wieku 23 lat, zostając najmłodszą mistrzynią.
Obecnie mistrzyniami są Charlotte Flair i Alexa Bliss z brandu SmackDown, których jest to pierwsze panowanie jako drużyna oraz drugie indywidualnie Flair, a czwarte Bliss. Pokonały poprzednie mistrzynie The Judgement Day (Raquel Rodriguez i Roxanne Perez) na pierwszej nocy SummerSlam, 2 sierpnia 2025.

## Panowania
| Nr        | Ogólny numer panowania                                                     |
| Panowanie | Liczba panowań konkretnego mistrza                                         |
| Dni       | Liczba dni panowania                                                       |
| Dni roz.  | Dni panowania, które są uznawane przez federację na jej oficjalnej stronie |
| +         | Oznacza, że liczba dni w posiadaniu wzrasta z kolejnym dniem               |

| Nr                        | Mistrzynie                                          | Zmiana mistrza            | Zmiana mistrza                | Zmiana mistrza            | Statystyki panowania | Statystyki panowania | Statystyki panowania | Notka | Odn.          |
| Nr                        | Mistrzynie                                          | Data                      | Gala                          | Miejsce                   | Panowanie            | Dni                  | Dni roz.             | Notka | Odn.          |
| ------------------------- | --------------------------------------------------- | ------------------------- | ----------------------------- | ------------------------- | -------------------- | -------------------- | -------------------- | --- | ------------- |
| WWE: Raw, SmackDown i NXT |                                                     |                           |                               |                           |                      |                      |                      | |               |
| 1                         | The Boss ‘n’ Hug Connection (Bayley i Sasha Banks)  | 17 lutego 2019(dts)       | Elimination Chamber           | Houston, TX               | 1                    | 49                   | 49                   | Pokonały Carmellę i Naomi, Mandy Rose i Sonyę Deville, Nię Jax i Taminę, The IIconics (Billie Kay i Peyton Royce) oraz The Riott Squad (Liv Morgan i Sarah Logan) w Elimination Chamber matchu, stając się inauguracyjnymi mistrzyniami. | [ 2 ]         |
| 2                         | The IIconics (Billie Kay i Peyton Royce)            | 7 kwietnia 2019(dts)      | WrestleMania 35               | East Rutherford, NJ       | 1                    | 120                  | 120                  | Był to Fatal 4-way tag team match, w którym brały również udział Nia Jax i Tamina oraz Divas of Doom (Beth Phoenix i Natalya). | [ 4 ]         |
| 3                         | Alexa Bliss i Nikki Cross                           | 5 sierpnia 2019(dts)      | Raw                           | Pittsburgh, PA            | 1                    | 62                   | 62                   | Był to Fatal 4-way tag team elimination match, w którym brały również udział Mandy Rose i Sonya Deville oraz The Kabuki Warriors (Asuka i Kairi Sane). | [ 5 ]         |
| 4                         | The Kabuki Warriors (Asuka i Kairi Sane)            | 6 października 2019(dts)  | Hell in a Cell                | Sacramento, CA            | 1                    | 171 lub 172          | 180                  | | [ 6 ]         |
| 5                         | Alexa Bliss i Nikki Cross                           | 25 lub 26 marca 2020(dts) | WrestleMania 36 Część 1       | Orlando, FL               | 2                    | 62 lub 61            | 62                   | WrestleMania została nagrana 25 i 26 marca, ale dokładna data zdobycia tytułu nie jest znana. Wyemitowano 4 kwietnia 2020. | [ 7 ]         |
| 6                         | Bayley i Sasha Banks                                | 26 maja 2020(dts)         | SmackDown                     | Orlando, FL               | 2                    | 96                   | 86                   | Wcześniej znane jako The Boss ‘n’ Hug Connection. Wyemitowano 5 czerwca 2020. | [ 8 ]         |
| 7                         | Nia Jax i Shayna Baszler                            | 30 sierpnia 2020(dts)     | Payback                       | Orlando, FL               | 1                    | 112                  | 112                  | | [ 9 ]         |
| 8                         | Asuka i Charlotte Flair                             | 20 grudnia 2020(dts)      | TLC: Tables, Ladders & Chairs | St. Petersburg, FL        | 1 (2, 1)             | 42                   | 42                   | | [ 10 ]        |
| 9                         | Nia Jax i Shayna Baszler                            | 31 stycznia 2021(dts)     | Royal Rumble Kickoff          | St. Petersburg, FL        | 2                    | 103                  | 103                  | Wraz z utworzeniem NXT Women’s Tag Team Championship dla brandu NXT, WWE Women’s Tag Team Championship stało się dostępne tylko dla brandów Raw i SmackDown. | [ 11 ]        |
| WWE: Raw i SmackDown      |                                                     |                           |                               |                           |                      |                      |                      | |               |
| 10                        | Natalya i Tamina                                    | 14 maja 2021(dts)         | SmackDown                     | Tampa, FL                 | 1                    | 129                  | 129                  | | [ 12 ]        |
| 11                        | Nikki A.S.H. i Rhea Ripley                          | 20 września 2021(dts)     | Raw                           | Raleigh, NC               | 1 (3, 1)             | 63                   | 63                   | Nikki A.S.H. była wcześniej znana jako Nikki Cross. | [ 13 ]        |
| 12                        | Carmella i Queen Zelina                             | 22 listopada 2021(dts)    | Raw                           | Brooklyn, NY              | 1                    | 132                  | 131                  | | [ 14 ]        |
| 13                        | Naomi i Sasha Banks                                 | 3 kwietnia 2022(dts)      | WrestleMania 38 Noc 2         | Arlington, TX             | 1 (1, 3)             | 47                   | 46                   | Był to Fatal 4-way tag team match, w którym brały również udział Liv Morgan i Rhea Ripley oraz Natalya i Shayna Baszler. | [ 15 ]        |
| —                         | Wakat                                               | 20 maja 2022(dts)         | SmackDown                     | Grand Rapids, MI          | —                    | —                    | —                    | Zwakowany po tym jak Naomi i Sasha Banks autentycznie wyszły z zaplanowanego występu na odcinku Raw z 16 maja 2022 roku z powodu twierdzeń o złym traktowaniu tytułów i całej dywizji, co doprowadziło do zawieszenia duetu na czas nieokreślony (obydwie później opuściły firmę). | [ 16 ]        |
| 14                        | Aliyah i Raquel Rodriguez                           | 29 sierpnia 2022(dts)     | Raw                           | Pittsburgh, PA            | 1                    | 14                   | 13                   | Pokonały Dakotę Kai i Iyo Sky w finale turnieju o zwakowany tytuł. | [ 17 ]        |
| 15                        | Damage CTRL (Dakota Kai i Iyo Sky)                  | 12 września 2022(dts)     | Raw                           | Portland, OR              | 1                    | 49                   | 48                   | | [ 18 ]        |
| 16                        | Alexa Bliss i Asuka                                 | 31 października 2022(dts) | Raw                           | Dallas, TX                | 1 (3, 3)             | 5                    | 4                    | | [ 19 ]        |
| 17                        | Damage CTRL (Dakota Kai i Iyo Sky)                  | 5 listopada 2022(dts)     | Crown Jewel                   | Rijad, Arabia Saudyjska   | 2                    | 114                  | 114                  | | [ 20 ]        |
| 18                        | Becky Lynch i Lita                                  | 27 lutego 2023(dts)       | Raw                           | Grand Rapids, MI          | 1                    | 42                   | 41                   | | [ 21 ]        |
| 19                        | Liv Morgan i Raquel Rodriguez                       | 10 kwietnia 2023(dts)     | Raw                           | Seattle, WA               | 1 (1, 2)             | 39                   | 39                   | Morgan i Rodriguez pokonały Becky Lynch i Trish Stratus, która zastąpiła Litę podczas obrony tytułu ze względu na jej niezdolność do walki (kayfabe). Morgan przypięła Stratus, by zdobyć tytuł. | [ 22 ]        |
| —                         | Wakat                                               | 19 maja 2023(dts)         | SmackDown                     | Columbia, SC              | —                    | —                    | —                    | Zwakowany po tym jak Liv Morgan doznała kontuzji barku. | [ 23 ]        |
| 20                        | Ronda Rousey i Shayna Baszler                       | 29 maja 2023(dts)         | Raw                           | Albany, NY                | 1 (1, 3)             | 33                   | 32                   | Był to Fatal 4-way tag team match o zwakowany tytuł, w którym brały również udział Raquel Rodriguez i Shotzi, Damage CTRL (Bayley i Iyo Sky) oraz Sonya Deville i Chelsea Green. 23 czerwca 2023 na odcinku SmackDown, Rousey i Baszler zunifikowały WWE Women’s Tag Team Championship z NXT Women’s Tag Team Championship, zwyciężając ówczesne posiadaczki tytułu Albę Fyre i Islę Dawn, przez co tytuł stał się ponownie dostępny dla NXT. | [ 24 ] [ 25 ] |
| WWE: Raw, SmackDown i NXT |                                                     |                           |                               |                           |                      |                      |                      | |               |
| 21                        | Liv Morgan i Raquel Rodriguez                       | 1 lipca 2023(dts)         | Money in the Bank             | Londyn, Anglia            | 2 (2, 3)             | 16                   | 16                   | | [ 26 ]        |
| 22                        | Chelsea Green i Sonya Deville/Piper Niven           | 17 lipca 2023(dts)        | Raw                           | Atlanta, GA               | 1                    | 154                  | 154                  | Deville doznała zerwania więzadła krzyżowego i została zmuszona do zrzeczenia się swojej części tytułu. 14 sierpnia w odcinku Raw, Niven ogłosiła się nową partnerką Green; WWE uznaje to za pojedyncze nieprzerwane panowanie. | [ 27 ] [ 28 ] |
| 23                        | Katana Chance i Kayden Carter                       | 18 grudnia 2023(dts)      | Raw                           | Des Moines, IA            | 1                    | 39                   | 38                   | | [ 29 ]        |
| 24                        | The Kabuki Warriors (Asuka i Kairi Sane)            | 26 stycznia 2024(dts)     | SmackDown                     | Miami, FL                 | 2 (4, 2)             | 99                   | 98                   | Zdobyły tytuły reprezentując Damage CTRL. | [ 30 ]        |
| 25                        | Bianca Belair i Jade Cargill                        | 4 maja 2024(dts)          | Backlash                      | Décines-Charpieu, Francja | 1                    | 42                   | 42                   | | [ 31 ]        |
| 26                        | The Unholy Union (Alba Fyre i Isla Dawn)            | 15 czerwca 2024(dts)      | Clash at the Castle           | Glasgow, Szkocja          | 1                    | 77                   | 76                   | Był to Triple threat tag team match, w którym brały również udział Shayna Baszler i Zoey Stark. | [ 32 ]        |
| 27                        | Bianca Belair i Jade Cargill/Naomi                  | 31 sierpnia 2024(dts)     | Bash in Berlin                | Berlin, Niemcy            | 2                    | 177                  | 177                  | Belair i Cargill pierwotnie zdobyły mistrzostwo, ale po tym, jak Cargill doznała kontuzji, Belair mogła wybrać Naomi jako swoją nową partnerkę podczas odcinka SmackDown z 20 grudnia 2024 (nagrany 13 grudnia); WWE uznaje to za pojedyncze nieprzerwane panowanie. | [ 33 ] [ 34 ] |
| 28                        | The Judgment Day Liv Morgan i Raquel Rodriguez      | 24 lutego 2025(dts)       | Raw                           | Cincinnati, OH            | 3 (3, 4)             | 55                   | 54                   | | [ 35 ]        |
| 29                        | Becky Lynch i Lyra Valkyria                         | 20 kwietnia 2025(dts)     | WrestleMania 41 Noc 2         | Paradise, NV              | 1 (2, 1)             | 1                    | 1                    | | [ 36 ]        |
| 30                        | The Judgment Day Liv Morgan i Raquel Rodriguez      | 21 kwietnia 2025(dts)     | Raw                           | Paradise, NV              | 4 (4, 5)             | 70                   | 70                   | | [ 37 ]        |
| 31                        | The Judgment Day (Raquel Rodriguez i Roxanne Perez) | 30 czerwca 2025(dts)      | Raw                           | Pittsburgh, PA            | 1 (1, 6)             | 36+                  | 36+                  | Ze względu na autentyczną kontuzję odniesioną przez poprzednią partnerkę Rodriguez, Liv Morgan, Perez została wybrana na nową partnerkę Rodriguez; WWE uznaje to za oddzielne panowanie. | [ 38 ]        |
| 32                        | Charlotte Flair i Alexa Bliss                       | 2 sierpnia 2025(dts)      | SummerSlam Noc 1              | East Rutherford, NJ       | 1 (2, 4)             | 3+                   | 3+                   | | [ 3 ]         |

## Łączna liczba panowań

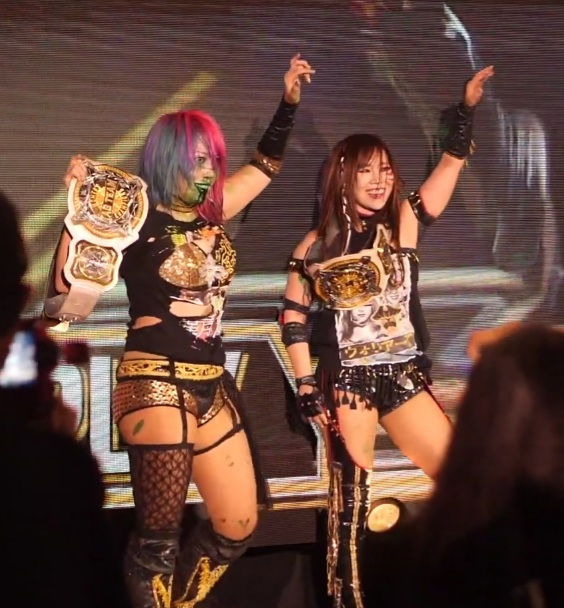
Rekordowo czterokrotna mistrzyni Asuka (po lewej) i Kairi Sane (po prawej) znane pod nazwą The Kabuki Warriors są obecnymi, dwukrotnymi i najdłużej panującymi mistrzyniami, które podczas swojego pierwszego panowania posiadały mistrzostwo oficjalnie przez 180 dni. Asuka jest także jedyną kobietą, która posiadała mistrzostwo z trzema innymi partnerkami.

Na stan 5 sierpnia 2025
| † | Oznaczenie obecnych mistrzyń                                                            |
| ¤ | Oznacza, że liczba dni nie jest dokładnie znana, więc uznawana jest najmniejsza długość |

### Drużynowo
| Miejsce | Drużyna                                   | Liczba panowań | Łączna liczba dni | Łączna liczba dni według WWE |
| ------- | ----------------------------------------- | -------------- | ----------------- | ---------------------------- |
| 1       | The Kabuki Warriors (Asuka i Kairi Sane)  | 2              | ¤270              | 278                          |
| 2       | Bianca Belair i Jade Cargill/Naomi        | 2              | 219               | 219                          |
| 3       | Nia Jax i Shayna Baszler                  | 2              | 215               | 215                          |
| 4       | Liv Morgan i Raquel Rodriguez             | 4              | 180               | 178                          |
| 5       | Damage CTRL (Dakota Kai i Iyo Sky)        | 2              | 163               | 162                          |
| 6       | Chelsea Green i Sonya Deville/Piper Niven | 1              | 126               | 126                          |
| 7       | Bayley i Sasha Banks                      | 2              | 145               | 134                          |
| 8       | Carmella i Queen Zelina                   | 1              | 132               | 131                          |
| 9       | Natalya i Tamina                          | 1              | 129               | 129                          |
| 10      | Alexa Bliss i Nikki Cross                 | 2              | ¤123              | 123                          |
| 11      | The IIconics (Billie Kay i Peyton Royce)  | 1              | 120               | 120                          |
| 12      | The Unholy Union (Alba Fyre i Isla Dawn)  | 1              | 77                | 76                           |
| 13      | Nikki A.S.H. i Rhea Ripley                | 1              | 63                | 63                           |
| 14      | Sasha Banks i Naomi                       | 1              | 47                | 46                           |
| 15      | Asuka i Charlotte Flair                   | 1              | 42                | 41                           |
| 15      | Becky Lynch i Lita                        | 1              | 42                | 41                           |
| 17      | Katana Chance i Kayden Carter             | 1              | 39                | 39                           |
| 18      | Raquel Rodriguez i Roxanne Perez          | 1              | 33                | 32                           |
| 18      | Ronda Rousey i Shayna Baszler             | 1              | 33                | 32                           |
| 20      | Aliyah i Raquel Rodriguez                 | 1              | 14                | 13                           |
| 21      | Alexa Bliss i Asuka                       | 1              | 5                 | 4                            |
| 22      | Charlotte Flair i Alexa Bliss †           | 1              | 3+                | 3+                           |
| 23      | Becky Lynch i Lyra Valkyria               | 1              | 1                 | 1                            |

### Indywidualnie
| Miejsce | Wrestlerka        | Liczba panowań | Łączna liczba dni | Łączna liczba dni według WWE |
| ------- | ----------------- | -------------- | ----------------- | ---------------------------- |
| 1       | Asuka             | 4              | ¤317              | 323                          |
| 2       | Kairi Sane        | 2              | ¤270              | 278                          |
| 3       | Shayna Baszler    | 3              | 248               | 247                          |
| 4       | Raquel Rodriguez  | 6              | 227               | 224                          |
| 5       | Bianca Belair     | 2              | 219               | 219                          |
| 6       | Nia Jax           | 2              | 215               | 215                          |
| 7       | Sasha Banks       | 3              | 192               | 180                          |
| 8       | Nikki Cross       | 3              | ¤186              | 186                          |
| 9       | Liv Morgan        | 4              | 180               | 178                          |
| 10      | Dakota Kai        | 2              | 163               | 162                          |
| 10      | Iyo Sky           | 2              | 163               | 162                          |
| 12      | Chelsea Green     | 1              | 154               | 154                          |
| 13      | Jade Cargill      | 2              | 146               | 153                          |
| 14      | Bayley            | 2              | 145               | 134                          |
| 15      | Carmella          | 1              | 132               | 131                          |
| 15      | Queen Zelina      | 1              | 132               | 131                          |
| 17      | Alexa Bliss †     | 4              | ¤131+             | 130+                         |
| 18      | Natalya           | 1              | 129               | 129                          |
| 18      | Tamina            | 1              | 129               | 129                          |
| 20      | Piper Niven       | 1              | 126               | 126                          |
| 21      | Billie Kay        | 1              | 120               | 120                          |
| 21      | Peyton Royce      | 1              | 120               | 120                          |
| 21      | Naomi             | 2              | 120               | 112                          |
| 24      | Alba Fyre         | 1              | 77                | 76                           |
| 24      | Isla Dawn         | 1              | 77                | 76                           |
| 26      | Rhea Ripley       | 1              | 63                | 63                           |
| 27      | Charlotte Flair † | 2              | 45+               | 44+                          |
| 28      | Becky Lynch       | 2              | 43                | 42                           |
| 29      | Lita              | 1              | 42                | 41                           |
| 30      | Katana Chance     | 1              | 39                | 38                           |
| 30      | Kayden Carter     | 1              | 39                | 38                           |
| 32      | Roxanne Perez     | 1              | 33                | 32                           |
| 32      | Ronda Rousey      | 1              | 33                | 32                           |
| 34      | Sonya Deville     | 1              | 28                | 28                           |
| 35      | Aliyah            | 1              | 14                | 13                           |
| 36      | Lyra Valkyria     | 1              | 1                 | 1                            |